# Horse Race (Glücksspiel)
Horse Race oder Racing Aces bzw. kurz Racing ist ein einfaches Glücksspiel mit Karten, das in Großbritannien als Pub-Spiel verbreitet ist. Das Spiel simuliert ein Pferderennen im Kleinen, die Teilnehmer wetten auf den Ausgang des „Rennens“.

## Die Regeln
Horse Race wird mit 52 Blatt französischer Karten ohne Joker gespielt. Ein Spieler übernimmt die Rolle des Buchmachers (Bankhalters). Er nimmt das Paket Karten, legt die vier Asse beiseite – diese stellen vier Rennpferde dar –, mischt den restlichen Stapel und legt, nachdem abgehoben wurde, sieben Karten offen in einer waagrechten Reihe auf, diese stellen die Rennstrecke (Race track) dar. Sollten dabei fünf oder mehr Karten derselben Farbe aufscheinen, so wird neu gemischt und eine neue Reihe gelegt (weil dieses Pferd nicht gewinnen könnte, vgl. u.).
Die vier Asse werden sodann in einer senkrechten Reihe links davon aufgelegt, so ergibt sich z. B. folgendes Bild:
|  |  |  |  |  |  |  |  |
|  |  |  |  |  |  |  |  |
|  |  |  |  |  |  |  |  |
|  |  |  |  |  |  |  |  |
|  |  |  |  |  |  |  |  |

Die Pferde (Asse) stehen am Start, der rechte Rand dieses Bildes ist die Ziellinie.
Nun ruft der Buchmacher zu Wetten auf den Ausgang des Rennens auf. Je weniger Karten einer einzelnen Farbe sich in der offen ausgelegten Reihe befinden, desto höher sind die Siegeschancen für das entsprechende Pferd (Ass). Die Gewinnquoten sind in Abhängigkeit von der Anzahl der offenen Karten dieser Farbe
0 Karten: Evens; d. h. 1:1
1 Karte: 2:1
2 Karten: 3:1
3 Karten: 5:1
4 Karten: 10:1
Diese Quoten sind Nettoquoten (Odds): Setzt man etwa £1 in einer 3:1-Wette, so erhält man im günstigen Fall einen Gewinn in Höhe von £3 ausbezahlt; außerdem wird der Einsatz von £1 zurückerstattet, d. h. im Gewinnfall erhält der Spieler £4 retour.
Die Wetteinsätze werden vor Beginn des Rennens links von den Assen platziert. Sind die Einsätze gemacht, so schlägt der Spielleiter einzeln die Karten des Talons auf, und bei jedem Aufdecken wird das Ass von der Farbe der aufgeschlagenen Karte um einen Platz nach rechts verschoben. Sobald von einer Farbe die achte Karte aufgeschlagen wird, passiert das Pferd die Ziellinie, und das Rennen ist beendet.
Die Gewinner werden ausbezahlt und ein neues Rennen beginnt. Die Rolle des Buchmachers wechselt nach jedem Rennen.

## Varianten
Die verschiedenen Beschreibungen dieses Spiels unterscheiden sich u. a. in der Anzahl der vor der Annahme der Wetten offen aufgelegten Karten. So schreibt etwa John Scarne in Scarne on Card games, dass nur sechs Karten offen aufgelegt werden und die Ziellinie bloß erreicht und nicht überschritten werden muss (d. h. ein Pferd gewinnt, sobald im Rennen die sechste Karte der entsprechenden Farbe erscheint.); ein erneutes Mischen der Karten, falls der Track fünf Karten derselben Farbe enthält, ist dann nicht nötig.